# Альма Меллер
Альма Дагберт Меллер (ісл. Alma Dagbjört Möller, 24 червня 1961, Сіглюфьордур) — ісландська лікар. 1 квітня 2018 року вона стала першою жінкою, яка обійняла посаду директора служби охорони здоров'я з моменту створення посади в 1760 році. З лютого 2020 року вона була одним із провідних працівників управління цивільного захисту та надзвичайних ситуацій Ісландії, та займалася розробкою заходів проти епідемії COVID-19 в Ісландії.

## Ранні роки життя
Альма Меллер народилася в Сіглюфьордурі в сім'ї Гелени Сігтріггсдоттір та Йоганна Георга Меллера. Вона була наймолодшою з 6 братів і сестер, серед яких Крістіан Меллер, який є колишнім парламентарієм і міністром зв'язку.
У травні 1990 року вона стала першою жінкою, яка служила лікарем вертольота в ісландській береговій охороні.